# Sentiments Songes
Chansons représentant la France au Concours Eurovision de la chanson
Diwanit bugale
(1996) Où aller
(1998)
Sentiments Songes est une chanson interprétée par la chanteuse française Fanny pour représenter la France au Concours Eurovision de la chanson 1997 qui se déroulait à Dublin, en Irlande.

## Concours Eurovision de la chanson
Elle est interprétée en français, langue nationale, comme l'impose la règle entre 1976 et 1999. L'orchestre est dirigé par Régis Dupré.
Il s'agit de la vingt-deuxième chanson interprétée lors de la soirée, après Kølig Kaj (en) qui représentait le Danemark avec Stemmen i mit liv (en) et avant E.N.I. (en) qui représentaient la Croatie avec Probudi me (en). À l'issue du vote, elle a obtenu 95 points, se classant 7e sur 25 chansons,.

## Liste des titres
| 1. | Sentiments Songes    | Jean-Paul Dréau | Jean-Paul Dréau | 3:00 |
| 2. | Les Nuits d'Isabelle | Jean-Paul Dréau | Jean-Paul Dréau | 3:41 |

## Historique de sortie
| Pays   | Date | Format    | Label    |
| ------ | ---- | --------- | -------- |
| France | 1997 | CD single | PolyGram |